# متیوز (جورجیا)
متیوز (به انگلیسی: Matthews) یک منطقهٔ مسکونی در ایالات متحده آمریکا است که در جورجیا واقع شده‌است. متیوز ۱۵۰ نفر جمعیت دارد و ۱۱۸٫۸۷ متر بالاتر از سطح دریا واقع شده‌است.